# Сергиенко, Надежда Георгиевна
Надежда Георгиевна Сергиенко (3 сентября 1923, Знаменка, Екатеринославская губерния — 1976, Полтава, Знаменка, Кировоградская область, УССР, СССР — 1976 год, Полтава, УССР, СССР) — советский педагог, директор элистинской школы № 3, Калмыцкая АССР. Герой Социалистического Труда (1968). Заслуженный учитель Калмыцкой АССР.

## Биография
Родилась 3 сентября 1923 года в селе Знаменка (ныне в Кировоградской области, Украина).
В 1947 году окончила Кировоградский педагогический институт, после чего работала учителем географии в Мушоринской средней школе Знаменского района Кировоградской области. В 1955 году вступила в КПСС. В 1957 году переехала в Элисту.
В 1959 году была назначена директором новой элистинской школы № 3. Педагогический коллектив новой школы принял социалистические обязательства достичь высокого уровня учебной и воспитательной работы, расширить материальную базу школы. Под руководством Надежды Сергиенко эти задачи были решены. В школе были созданы столярная и слесарная мастерские, кабинеты домоводства, химии и физики. В 1967 году была удостоена почётного звания «Заслуженный учитель Калмыцкой АССР».
Указом Президиума Верховного Совета СССР от 1 июля 1968 года удостоена звания Героя Социалистического Труда с вручением ордена Ленина и золотой медали «Серп и Молот».

## Память
- В Элисте на Аллее Героев установлен барельеф Надежды Сергиенко.